# Fluorose óssea
Fluorose óssea ou osteofluorose é uma doença óssea causada por consumo excessivo de flúor. Em casos avançados, a fluorose óssea provoca dor e danifica os ossos e articulações.

## Causas
As causas mais comuns de fluorose incluem a inalação de poeiras/fumos de flúor por trabalhadores da indústria; o uso do carvão como fonte de combustível no interior (uma prática comum na China); o consumo de água potável de fluoretação (naturalmente ocorre níveis de flúor em excesso aos que o CDC recomenda como níveis seguros ), e consumo de flúor a partir do consumo de chá, particularmente o Tea brick.
Na Índia, a causa mais comum de fluorose é carga de flúor na água provenientes de poços profundos. Mais da metade das fontes de água do solo na Índia têm flúor acima dos níveis recomendados.

## Epidemiologia
Em algumas áreas, osteofluorose é endémica. Quando a fluorose é mais severa e generalizada em dois grandes países - Índia e China - A UNICEF estima que "a fluorose é endémica em pelo menos 25 países em todo o globo. O número total de pessoas afectadas não é conhecida, mas uma estimativa conservadora esse número seria em dezenas de milhões."
A Organização Mundial da Saúde recentemente estimou que 2,7 milhões de pessoas na China tem a forma de osteofluorose incapacitante do esqueleto.[carece de fontes?] Na Índia, 20 estados foram identificados como áreas endémicas, com uma estimativa de 60 milhões de pessoas em situação de risco e 6 milhões de pessoas com deficiência; cerca de 600 mil podem desenvolver um transtorno neurológico como uma consequência.
A osteofluorose sintomática é praticamente desconhecida nos E.U, com cerca de uma dezena de casos relatados.

### Brasil
Em 2003, estudo realizado pela UFMG, que mapeou a fluorose endêmica e suas fontes na zona rural de São Francisco, no Norte de Minas, a 536 quilômetros de Belo Horizonte, em que examinou 285 pessoas dos 6 aos 22 anos. Da população examinada 90% têm fluorose dentária, e deste universo, 30% apresentam casos sérios, com perdas da estrutura do dente.
O estudo analisou cinco localidades do município e encontrou regiões em que o nível de flúor na água chega a 3,9 miligramas por litro (mg/l), enquanto a Organização Mundial de Saúde (OMS) recomenda, no máximo, 0,8 mg/l.

### Cabo Verde
Na ilha Brava, em Cabo Verde, a água consumida pela população possui mais de 400% de flúor do que recomendado pelas normas internacionais, que estipulam como nível normal 1,5 miligrama por litro (mg/l). Na ilha das Flores o teor de flúor na água para o consumo humano é de 7 mg/l. O presidente do Instituto Nacional Gestão de Recursos Hídricos, António Pedro Borges garante que esta é a situação mais preocupante em termos de qualidade da água em Cabo Verde.

### Portugal
Em Portugal, não há qualquer estudo oficial que seja conhecido de zonas endémicas, e a água da rede de consumo público que é diferente de zona para zona, esta está desactualizada e o site (o site referido é do Sistema Nacional de Informação de Recursos Hídricos (SNIRH) do Departamento de Monitorização e Sistemas de Informação do Domínio Hídrico (DMSIDH) que por sua vez é parte integrante do Instituto da Água, I.P. (INAG), que pode aceder: snirh.pt) é de todo desconhecido pelos consumidores da água de rede pública. Quanto à água portuguesa que é comercializada, nem todas as marcas mostram os valores de Flúor. As marcas que mostram os valores de Flúor nos rótulos das suas embalagens e/ou que estão explicitas no site www.mineralwaters.org são: Aurora, Carvalhelhos, Cruzeiro, Luso e Monchique.
| Nome comercial da água | Valor de Fluoretos (mg/l) | Observações |
| Carvalhelhos           | 3.3 (ano 2000)            | Dados da Mineralwaters.org segundo o qual a analise feita pelo Laboratório do IGM a Outubro de 2000. Água muito fluoretada, > 1.5 mg/l de fluoretos. A única norma internacional que cumpre nestes valores é da United States Environmental Protection Agency (EPA) que estabeleceu um Nível Máximo de Contaminantes (MCL do inglês maximum contaminant level) para o flúor na concentração de 4 miligramas por litro (mg/L). Dados da Mineralwaters.org |
| Aurora                 | 0.05                      | Dados da Mineralwaters.org |
| Cruzeiro               | 0.2                       | Dados da Mineralwaters.org |
| Luso                   | < 0.06 <0.13 (ano 2010)   | Na opinião de muitos portugueses uma das melhores águas devido à pouca mineralização. Esta água comercial, Luso, cumpre as normas europeias e internacionais e também os valores pretendidos pela Organização Mundial de Saúde (OMS) que recomenda, no máximo, 0,8 mg/l. Dados da Mineralwaters.org |
| Monchique              | 1.1                       | Já é considerada uma água fluoretada pois têm mais de > 1 mg/l de Fluoretos. Mas mesmo assim cumpre os valores que estipulam como nível normal < 1,5 miligrama por litro (mg/l) de Fluoretos por normas europeias e internacionais. Dados do próprio site da empresa da água Monchique |

As outras águas portuguesas nem sequer mostram os valores da analise química, nem nos rótulos nem nos sites de internet: Água Castello, Água das Pedras,
Água de Nascente, Água do Fastio, Água do Marão, Água São Silvestre, Água Viva, Alardo, Bem Saúde, Caldas de Penacova, Campilho 1, Campilho 2, Caramulo, Castello, Castelo de Vide, Fon7es, Frize, Glaciar, Ladeira de Envendos, Lombadas, Magnificat, Melgaço, Nascente do Alardo, Nascente Salutis, Pizões, Rio Bravo, São Cristóvão, Salutis, Sao Lourenço, Serra da Estrela, Serra da Penha, Serrana, Setefontes, Vidago, Vimeiro e Vitalis.

## Fases da Fluorose Óssea
| Fase osteoesclerótico            | Intervalo de concentração (mgF/kg) | Sintomas/sinais |
| Osso Normal                      | 500 a 1,000                        | Normal |
| Fase Pré-clínica                 | 3,500 a 5,500                      | Assintomáticos (sem sintomas para o doente), detectável levemente em radiografias aumentos na massa óssea |
| Fase Clínica I                   | 6,000 a 7,000                      | Dor esporádica; rigidez nas articulações; osteosclerose na pélvis e coluna vertebral |
| Fase Clínica II                  | 7,500 a 9,000                      | Dor crónica nas articulações; sintomas de artrite; ligeira calcificação dos ligamentos; aumento osteosclerose e osso esponjoso; com/sem osteoporose dos ossos longos                                                                      |
| Fase III: Fluorose Incapacitante | 8,400                              | Limitação de movimento articular, calcificação dos ligamentos do pescoço da coluna vertebral, deformidades incapacitantes da coluna e grandes articulações, perda de massa muscular; defeitos/compressão neurológicos da medula espinhal; |